# Friedenskirche (Ponitz)

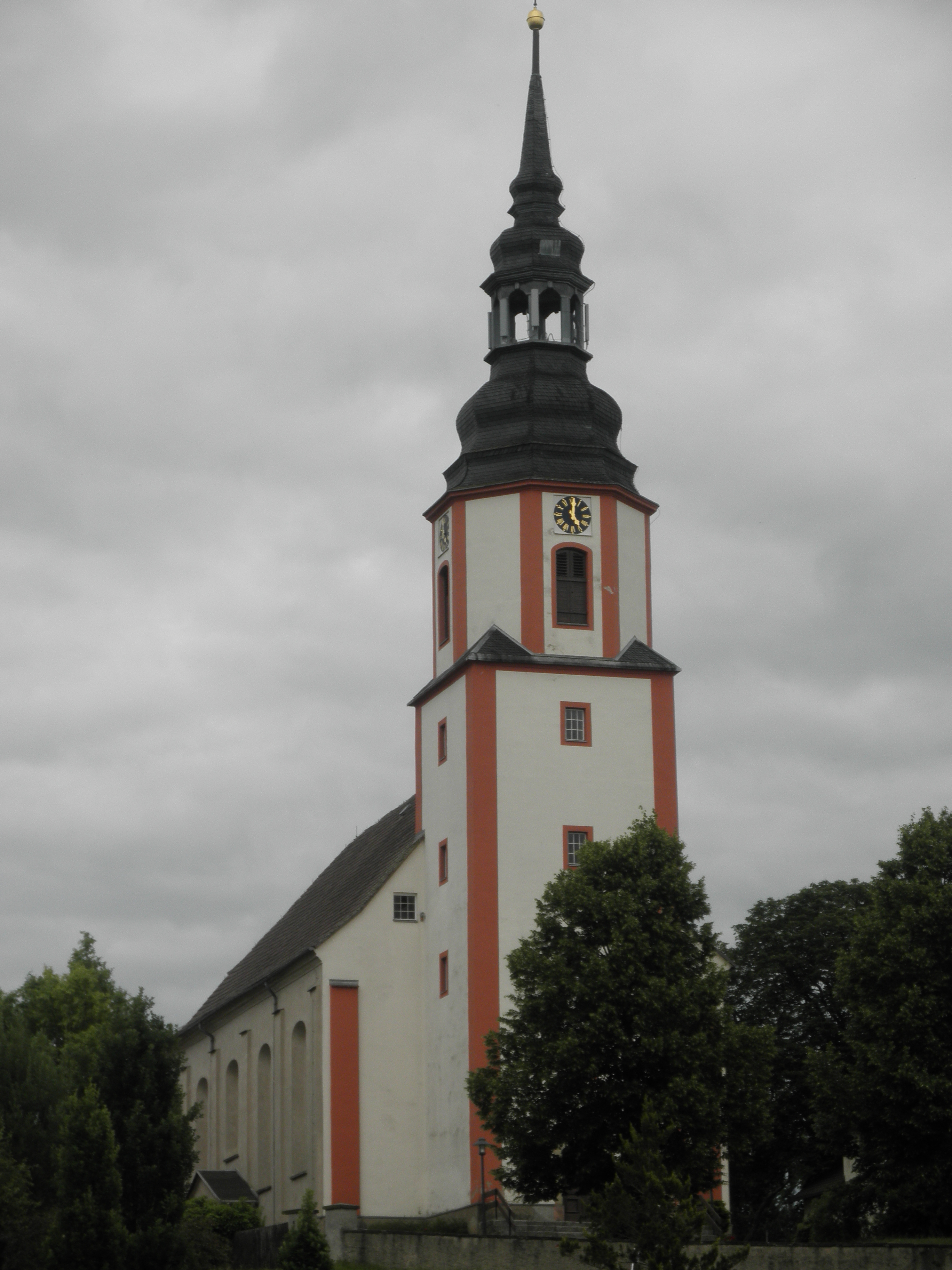
Friedenskirche Ponitz (2014)

Die evangelisch-lutherische Friedenskirche steht in der Gemeinde Ponitz im Landkreis Altenburger Land in Thüringen.

## Geschichte
Der 42 Meter hohe ortsbildprägende Kirchturm lenkt den Blick auf die Kirche.
Den Namen Friedenskirche erhielt das Gotteshaus 1998 anlässlich des Gedenkens an den Westfälischen Frieden vor 350 Jahren, weil Wolfgang Conrad von Thumbshirn, Gutsherr von Ponitz, großen Anteil an den Friedensverhandlungen hatte.
Die heutige Kirche wurde 1733–1734 erbaut.
Ein Vorgängerbau aus romanischer Zeit wurde wohl im 10. Jahrhundert an Stelle einer slawischen Siedlung erbaut. Für diese 1349 als Kapelle Zu unseren Lieben Frau erwähnte Kirche wurde 1540 eine Turmuhr angeschafft, die über 300 Jahre in Gebrauch war. Sie wurde neben den beiden Epitaphien und Grabmälern, dem 1604 von Anna Thumbshirn geborene Einsiedel gestifteten Taufstein in den barocken Neubau übernommen.
Weitere bauliche Veränderungen im Raum wurden später wieder rückgängig gemacht. 1881 wurden die Türen der Längswände zugemauert und der Taufstein an der jetzigen Stelle aufgestellt.
Zu Beginn des 20. Jahrhunderts wurde eine Warmluftheizung eingebaut. Ab 1987 wurde die Decke des Kirchenschiffs angehoben, weil die Deckenbalken an der Nordseite faulten. Dadurch verminderte man den Druck auf die Orgel. 2000–2001 wurden die maroden Deckenbalken ausgetauscht. Außerdem wurde die Kirche in der zweiten Hälfte des 20. Jahrhunderts außen und innen saniert.

## Orgel

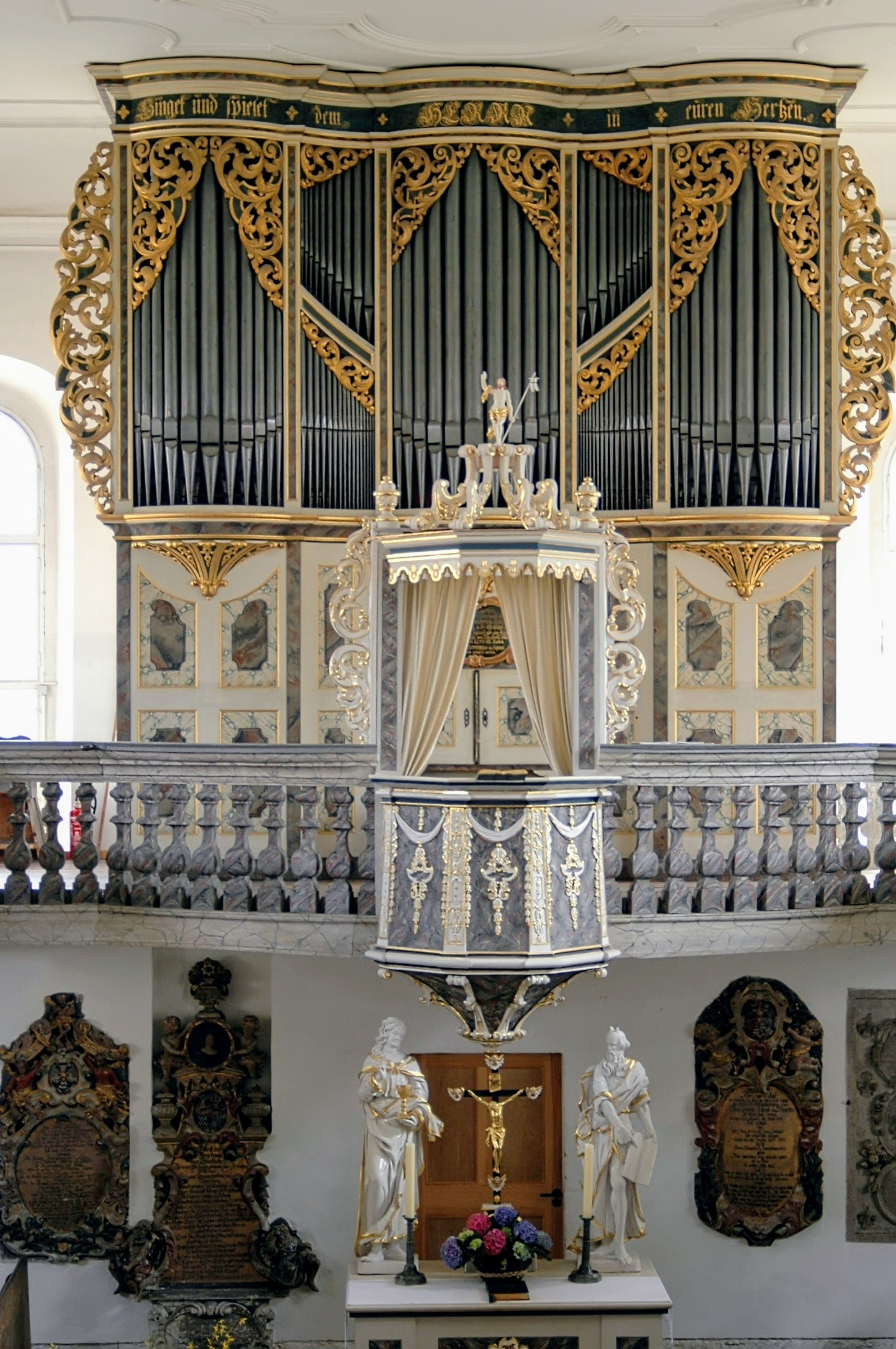
Silbermann-Orgel von 1737

Die Orgel von Gottfried Silbermann wurde zwischen 1735 und 1737 eingebaut. Es war eine Ausnahme, dass der Hoforgelbauer des sächsischen Königs eine Orgel außerhalb von Sachsen bauen durfte. Der König war mit dem damals herrschenden Adelsgeschlecht in Ponitz, das zum Herzogtum Sachsen-Altenburg gehörte, befreundet, und dieses wiederum auch mit dem Königshaus verwandt. Gestiftet wurde die Orgel von Carl August von der Planitz, Dorothea von Schönberg, geb. von Zehmen und Christiana Sibylla von der Planitz, geb. von Zehmen, die am 14. September 1734 den entsprechenden Kontrakt unterzeichneten. Dieser umfasste zunächst 21 Register, ein Jahr später erweiterte man den Vertrag um weitere vier Register. Während des Baues kamen noch zwei Register hinzu. 1782 wurde nach Vorbild der Orgel in der Schloßkirche Altenburg ein Glockenspiel eingebaut. Silbermann legte eine wohltemperierte Stimmung bei der Ponitzer Orgel. Das weitgehend original erhaltene, 1984 durch Orgelbau Eule restaurierte Instrument verfügt über 27 Register auf zwei Manualen und Pedal.
| I Hauptwerk CD–c3    |        |
| Bourdun              | 16′    |
| Principal            | 8′     |
| Viol di Gambe        | 8′     |
| Rohr=Flöthe          | 8′     |
| Octava               | 4′     |
| Spitz=Flöthe         | 2′     |
| Qvinta               | 3′     |
| Octava               | 2′     |
| Tertia               | 1 3⁄5′ |
| Cornett III (ab c1)0 |        |
| Mixtur IV            |        |
| Tremulant            |        |

| II Oberwerk CD–c3     |       |
| Principal             | 8′    |
| Gedackt               | 8′    |
| Quintadehn            | 8′    |
| Octava                | 4′    |
| Rohr=Flöthe           | 4′    |
| Nassat                | 3′    |
| Octava                | 2′    |
| Gemßhorn              | 2′    |
| Qvinta                | 1 ⁄3′ |
| Suffloeth             | 1′    |
| Sesquialtera II       | 4⁄5′  |
| Cimbel II             |       |
| Vox humana            | 8′    |
| Glockenspiel (c1–c3)0 | 4′    |
| Schwebung             |       |

| Pedal CD–c1    |     |
| Principal-Bass | 16′ |
| Octaven-Bass   | 8′  |
| Posaunen-Bass0 | 16′ |

- Koppeln: Schiebekoppel II/I, Pedalkoppel I/P (seit 1884)
- Spielhilfe: Balgglocke